# Microlipophrys adriaticus
La bavosa adriatica (Microlipophrys adriaticus (Steindachner & Kolombatovic, 1883)) è un piccolo pesce di mare appartenente alla famiglia Blenniidae endemico del mar Adriatico.

## Distribuzione e habitat
È una specie endemica del mar Adriatico (dove è comune), del mar Nero e del mar di Marmara. Qualche segnalazione anche dal mar Egeo settentrionale e dal Mar Ionio.
.
Le sue abitudini sono simili a quelle di altri blennidi costieri, vive in acque molto basse su fondi rocciosi luminosi fino ad una profondità massima di circa 2 metri. Essendo stenoalina non si spinge mai in acque salmastre.

## Descrizione
Priva, come tutti i Lipophrys, di tentacoli sopraorbitari. Il profilo del capo è subverticale. Si riconosce agevolmente dalla livrea che, unico fra i blennidi mediterranei, ha ventre e parte inferiore dei fianchi completamente bianchi. Sul dorso il colore e brunastro o grigiastro con 6-7 fasce scure che poi lungo i fianchi vanno a formare una banda centrale continua, al di sotto della quale ha inizio il bianco del ventre. Due fasce verticali brune sulle guance ed un'altra, uguale, alla base della pinna pettorale. Il maschio nel periodo riproduttivo ha testa con maschera nera e guance gialle come in altri Lipophrys.
Normalmente misura sui 4 cm, ma può raggiungere i 5.

## Biologia

### Alimentazione
Basata su Crostacei Cirripedi dei generi Balanus e Chtamalus, ma si nutre anche di alghe e detriti.

### Riproduzione
Simile a quella degli altri Blenniidae.

## Biogeografia
Questa specie fa parte del contingente di specie a distribuzione adriatico-pontica di cui i più noti sono gli storioni come Acipenser sturio o Acipenser naccarii e le lamprede. Mentre queste specie hanno abitudini in genere eurialine la Bavosa adriatica è una specie limitata alle acque marine e non tollera sbalzi di salinità.